# おしえて☆エッチなレシピ -アナタとワタシのあま〜いせいかつ!-
『おしえて☆エッチなレシピ -アナタとワタシのあま〜いせいかつ!-』は、2012年5月25日にひよこソフト桃組より発売されたアダルトゲームである。

## 解説
えっちでかわいくをコンセプトにした、ひよこソフト桃組のデビュー作。
コミカルなストーリーと可愛い絵柄とは裏腹に、抜きゲーとしての要素が強化された作品である。

## あらすじ
恩師の死を知り、帰国を決意した主人公・佐倉圭吾は、かつての面影がなくうらぶれた洋菓子店 『アウローラ』へと辿り着く。恩ある 『アウローラ』 の再興を誓った彼を待っていたのは、女の子に囲まれ、着替えを覗いてしまったり、胸を触ってしまったりとハプニングの絶えない毎日だった。このままじゃ理性を保てない……かも。
かくして、エッチでドタバタな再生奮闘記が始まるのだった。

## 登場人物

### 主人公
佐倉 圭吾 (さくら けいご)
声 - なし
主人公。 フランスから帰国した天才パティシエ。

### ヒロイン
織笠 いつか（おりかさ いつか）
声 - 佐倉もも花
先代の娘。店の再建を願うも、頭が悪く人の話を聞かないため空回りしている。
椎崎 憂（しいざき うい）
声 - 三郷綾夢
圭吾の学生時代の後輩で、アウローラの危機を伝えた人物。実家は総合病院であり裕福な身分だが、口が悪くずうずうしいため友達がいない。
月見里 リンネ（やまなし リンネ）
声 - 青空ラムネ
厨房を駆け回る小さな料理長。アブノーマルなエッチに興味がある。
瀬能 舞奈（せの まいな）
声 - 花南
圭吾のお菓子に感動した双子の姉。
瀬能 踊子（せの ようこ）
声 - 沢代りず
圭吾のお菓子に感動した双子の妹。
久城 七理（くじょう ななり）
声 - 南里一花
店の経営を担う若きマネージャー。最終学歴は大学中退。

## スタッフ
- プロデューサー - みずきほたる
- アドバイザー - 恋純ほたる
- 原画 - 月音、つみき、ぴるきー
- SD原画 - みずきほたる
- シナリオ - 篁葉月、飛燕

## 主題歌
オープニングテーマ「コンフィチュール」
作詞・作曲・編曲 - 篁葉月 / 歌 - 榊原ゆい
エンディングテーマ「片恋」
作詞 - 飛燕 / 作曲・編曲 - 篁葉月 / 歌 - NANA

## 評価
ライターのほしざきしんやはGame-Style内のコラムで、登場人物の多くが友人がいないという点に触れ、登場人物の会話の珍妙さから本作を「会話ゲー」と評した。